# Карл Енгельфрід
Карл Енгельфрід (нім. Karl Engelfried) — німецький льотчик-ас, флюгмат кайзерліхмаріне.

## Біографія
Учасник Першої світової війни, служив у морській фронтовій ескадрильї «Ноймюнстер», яку 1918 року переформували в 5-ту морську польову винищувальну ескадрилью.
Збереглося дуже мало даних про морського пілота Карла Енгельфріда. Відомо, що 15 вересня 1918 року двигун винищувача Fokker D.VII 5584/18, на якому літав Енгельфрід, забарахлив, і льотчик мусив здійснити посадку на голландській території. У документах його назвали «25-річним саксонцем». Він не був інтернований, оскільки є офіційне підтвердження його перемог, здобутих пізніше. Всього на його рахунку шість перемог, але через відсутність даних на середину жовтня 1918 року подробиці про одну з них не збереглися.